# Sauvagesia insignis
Sauvagesia insignis là một loài thực vật có hoa trong họ Ochnaceae. Loài này được (Ule) Sastre miêu tả khoa học đầu tiên năm 1971.